# Гезер Мойс
Гезер Мойс (англ. Heather Moyse, 23 липня 1978) — канадська бобслеїстка і регбістка, дворазова олімпійська чемпіонка.

## Бобслей
У бобслеї Мойс розганяльниця. Вона виступала в парі з пілотами Гелен Аппертон та Кейлі Гамфріс. Їй належать кілька рекордів із швидкості розгону боба. Найбільшого успіху вона добилася в парі з Гамфріс. На Олімпіаді у Ванкувері ця пара виборола золоті олімпійські медалі, випередивши своїх співвітчизниць.
У заліку Кубка світу 2009/2010 пара Гамфріс / Мойс фінішувала другою.

## Регбі
У жіночій збірній Канади Мойс грає на позиції захисника, як у регбі-15, так і в регбі-7. На чемпіонаті світу 2006 року, де збірна Канади посіла 4 місце, вона була головною бомбардиркою не тільки своєї команди, а й чемпіонату — 35 очок, 7 спроб у 5 матчах, і увійшла до символічної збірної світу.